# Yūki Kawata
Yūki Kawata (河田 悠希?, Kawata Yūki; 16 giugno 1997) è un arciere giapponese, vincitore della medaglia di bronzo nella gara a squadre ai Giochi di Tokyo 2020.
Nella stessa edizione prese parte alla gara individuale ed a quella a squadre miste, chiudendole rispettivamente al 33º ed al 9º posto.

## Palmarès
- Giochi olimpici

Tokyo 2020: bronzo a squadre.
- Giochi mondiali universitari

Chengdu 2021: argento individuale.